# Centre géographique
 (juillet 2024).
- Si vous ne connaissez pas le sujet, laissez ce bandeau (vous pouvez alors contacter les auteurs).
- Si vous supprimez le contenu mis en cause (vous pouvez préalablement contacter les auteurs),

argumentez précisément cette suppression dans la page de discussion
(un manque de référence n'est pas un argument ; une recherche réelle de référence doit avoir été effectuée, être formellement documentée).
En géographie, le centre géographique d'une région est le point de la surface terrestre situé au centre de cette région. La détermination précise de ce centre dépend de la méthode employée.

## Méthodes
Les méthodes pour estimer le centre d'une région peuvent varier. Sur le plan purement méthodologique, il est possible de définir, entre autres :
- le point de la région le moins éloigné de tous les autres ; ce point est également le centre du plus petit cercle incluant tout le territoire ;
- le milieu des extrémités de latitude et de longitude ;
- le barycentre de la région, par exemple en le déterminant sur un sphéroïde modélisant la Terre. Ce point étant situé sous la surface terrestre, il est possible ensuite de considérer le point de cette surface immédiatement à sa verticale[1].

En outre, le point peut varier suivant les hypothèses géographiques considérées (prise en compte des îles, de l'altitude, du volume des montagnes, limites géopolitiques, etc.).

## Monuments

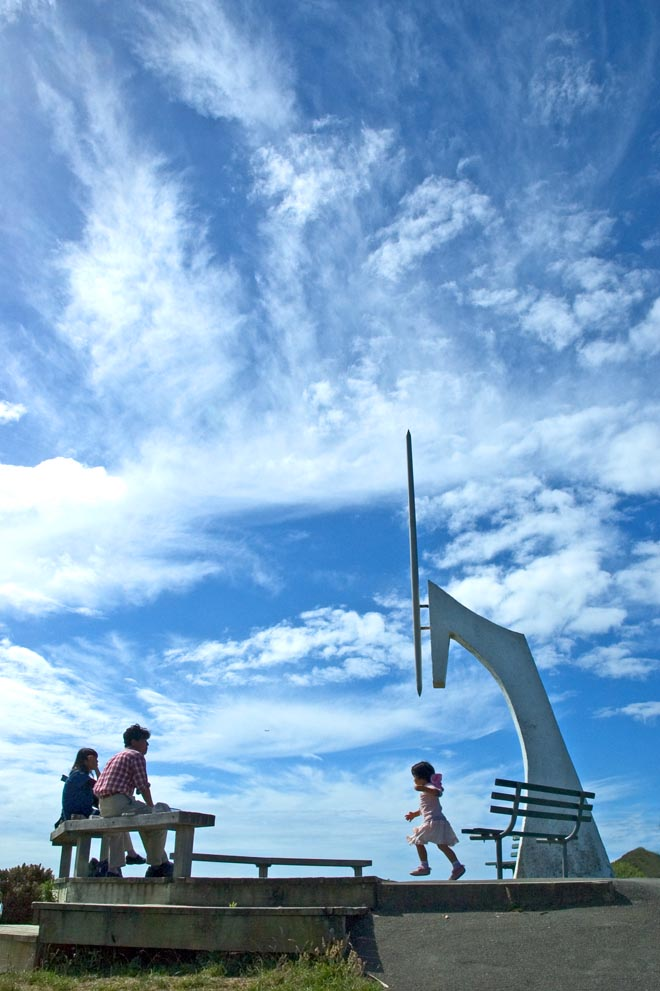
Monument marquant le centre géographique de la Nouvelle-Zélande, à Nelson.

Le centre géographique d'une région est parfois matérialisé par un monument indiquant sa situation.

## Liste
La liste suivante recense quelques lieux qui prétendent au titre de centre géographique d'une région particulière.
- Afrique :
  - Obo (République centrafricaine)
  - Ouganda : District d'Amolatar
- Amérique du Nord : 
  - Canada : Centre géographique du Canada (en)
  - États-Unis : Centre géographique des États-Unis à Belle Fourche, comté de Butte, Dakota du Sud, États-Unis
    - États-Unis contigus (hors Alaska et Hawaï): près de Lebanon, Kansas
- Asie :
  - Inde : Nagpur
  - Japon : Nishiwaki
  - Russie : lac Vivi, Évenkie
- Europe (divers endroits prétendent à cette distinction suivant les hypothèses prises en compte) :
  - Allemagne : Niederdorla, Landstreit, Flinsberg, Silberhausen (Thuringe) ou Krebeck (Basse-Saxe).
  - Belgique : Nil-Saint-Vincent-Saint-Martin
    - Wallonie : Spontin

  - Finlande : Siikalatva ou Haapajärvi
  - France : plusieurs communes du Cher et de l'Allier
  - Grèce : Larissa ou Delphes
  - Italie : Narni, sur le pont Cardona
  - Lituanie : Ruoščiai
  - Luxembourg : Mersch
  - Norvège : Ogndalsfjella, Steinkjer, comté de Nord-Trøndelag
  - Pays-Bas : Lunteren
  - Royaume-Uni : Brennand Farm, près de Dunsop Bridge, Lancashire
    - Grande-Bretagne : Haltwhistle ou Hinckley.

  - Suède : Flataklocken, Ånge, Medelpad, entre autres
  - Suisse : Älggi-Alp, sur le territoire de la commune de Sachseln dans le canton d'Obwald
- Océanie :
  - Nouvelle-Zélande : Nelson